# Chwałowice (województwo świętokrzyskie)
Chwałowice – wieś w Polsce, położona w województwie świętokrzyskim, w powiecie pińczowskim, w gminie Pińczów.
W latach 1975–1998 miejscowość administracyjnie należała do województwa kieleckiego.
Integralną częścią wsi jest Sadowie, położone na zachód od centrum wsi.

## Historia
Wieś odnotowana w dokumentach źródłowych w roku 1394 jako Falovycze. Długosz w Liber beneficiorum nazywa wieś Phalowicze t.I s.461, właścicielem był wówczas gryfita Jan Szlydzyen. Nazwa wsi w obecnym brzmieniu pojawia się od XVIII wieku.
Według spisu miast, wsi, osad Królestwa Polskiego z roku 1827 wieś posiadała 14 domów i 77 mieszkańców. W drugiej połowie XIX wieku należała do Skwarca, stanowiąc jak podaje nota SgKP, „wzorowe gospodarstwo”
Miejscowość związana z działalnością braci polskich. Józef Szymański w pracy „Szlakiem Braci Polskich” wspomina o spichlerzu który stanowił w XVI w. zbór braci polskich. Co potwierdzały zachowane łacińskie napisy.